# Marcus Dinwiddie
Marcus Dinwiddie   (Washington DC, 27 d'agost de 1906 - Oak Ridge, 20 de març de 1951) va ser un tirador estatunidenc que va competir durant la dècada de 1920.
El 1924 va prendre part en els Jocs Olímpics de París, on guanyà la medalla de plata en la prova de carrabina, 50 metres  del programa de tir.